# Święty Jakub Starszy (obraz El Greca)
Święty Jakub Starszy – obraz hiszpańskiego malarza pochodzenia greckiego Dominikosa Theotokopulosa, znanego jako El Greco.
Portret Świętego Jakuba Większego należał do cyklu zwanego Apostolados. El Greco kilkakrotnie podjął się namalowania cyklu dwunastu portretów świętych i portretu Zbawiciela. Do dziś zachowały się w komplecie jedynie dwa zespoły; jeden znajduje się w zakrystii katedry w Toledo a drugi w Museo del Greco.

## Historia
Seria Apostolados z Museo del Greco składała się w trzynastu wizerunków apostołów i Chrystusa, z wyjątkiem św. Mateusza (jego miejsce zajmuje św. Paweł). Sześciu z nich ma zwrócone głowy w prawo, kolejnych sześciu w lewo, w centrum znajdował się wizerunek Chrystusa Zbawiciela. Pochodzenie całej serii i historia ich pozyskania przez muzeum nie jest do końca jasna. Do niedawna sądzono, że pochodziły ze Szpitala Santiago de Toledo, do którego trafiły w roku 1848, po konfiskacie dóbr kościelnych. Stamtąd zostały przeniesione do kościoła w klasztorze św. Piotra z Werony (San Pedro Martir), a następnie do Regionalnego Muzeum założonego w klasztorze San Juan de los Reyes. W ostatnim czasie odkryto dokumentację, na podstawie której stwierdzono, że płótna nie należały do Szpitala Santiago de Toledo, ale do Przytułku dla biednych pw. św. Sebastiana (Asilo de Pobres de San Sebastián) założonego w 1834 roku. Obrazy zostały ofiarowane przytułkowi przez Marceliana Manuela Rodrigueza, proboszcza mozarabskiego kościoła św. Łukasza. W 1909 roku obrazy przeniesiono utworzonego z inicjatywy markiza de la Vega Inclán muzeum i od tamtej pory należą do jego stałej kolekcji.

## Opis obrazu
Postać apostoła, tak jak i wszystkie pozostałe, została ukazana w trzech-czwartych figury. Tak jak i pozostali z tej serii, Jakub ukazany zostaje w chwili dyskusji z Chrystusem. Jego gest prawej dłoni wyraźnie wskazuje, iż coś tłumaczy; w lewej ręce trzyma swój atrybut: kij pielgrzyma.

## Inne wersje
W katedrze w Toledo znajduje się inna wersja wizerunku Jakuba Starszego należąca do cyklu dwunastu portretów Apostołów. Święty został przedstawiony niemal identycznie jak w wersji z muzeum a wyjątkiem jest atrybut jaki trzyma Jakub w lewej ręce; zamiast kija pielgrzyma trzyma świętą księgę. ⋅
- Święty Jakub Starszy – (1608–1614)[1] (1605–1610)[2], 100 × 76 cm, Katedra w Toledo